# 폴쿵 시대
폴쿵 시대(스웨덴어: Folkungatiden)는 스웨덴의 역사에서 1250년 ~ 1389년에 해당한다.
1250년 2월 2일, 에리크 에릭손(에리크 11세)이 사망하고, 그 열 살 난 조카 발데마르 비르예르손(재위 1250년 ~ 1275년)이 국왕이 되었으나, 실제 권력은 어린 국왕의 아버지 비르예르 야를이 차지하고 있었다. 비르예르와 발데마르는 이들은 계보상 폴쿵 가문(Folkungs)이라는 강력한 가문에 속해 있었으며, 현재는 이들을 폴쿵 왕조(비엘보 왕조)라고 부른다. 비르예르는 자기 아들에게 도전하는 여러 반역자들을 성공적으로 진압하였다. 하지만 발데마르의 동생들에게 공작령을 봉작함으로써 후일 자식들 간의 분쟁의 씨앗을 심어 놓고 말았다. 비르예르는 1266년에 사망했다. 
발데마르 비르예르손은 1275년에 남동생 망누스(Magnus) 공작에게 폐위당했다. 망누스 공작이 왕위를 차지하여 망누스 3세(재위 1275년 ~ 1290년)로 즉위하였다. 그 뒤에는 망누스의 아들인 국왕 비르예르 망누손(재위 1290년 ~ 1318년)과 공작 에리크 망누손·발데마르 망누손 사이에 분쟁이 발생하였다. 비르예르 국왕은 뉘셰핑 연회에 발데마르 공작과 에리크 공작을 초대한 뒤 구금하여 지하 감옥에서 굶어 죽게 만들었다.
그 뒤 국왕으로 선출된 에리크 공작의 아들 망누스 4세(재위 1319년 ~ 1364년)은 스웨덴 공작을 적으로 돌리지는 않았지만, stormannaparti에 의해 폐위되고 stormannaparti는 메클렌부르크의 알브렉트(재위 1364년 ~ 1389년)를 스웨덴 국왕으로 옹립하였다. 알브렉트의 어머니가 망누스 에리크손과 남매 지간이었기 때문에, 알브렉트까지 쳐서 1389년에 비엘보 왕조와 폴쿵 시대가 끝난 것으로 본다.